# Амельн, Карл-Роберт
Карл-Роберт Амельн (швед. Karl-Robert Ameln, 4 сентября 1919, Стокгольм, Швеция — 1 апреля 2016, там же) — шведский яхтсмен, бронзовый призёр летних Олимпийских игр 1948 в Лондоне.

## Биография
Родился в обеспеченной семье и в юности увлекся парусным спортом, поскольку его отец был владельцем судостроительной компании Jungnerholmarna and Oskarshamn.
Являлся членом Королевского шведского яхт-клуба. Участник летних Олимпийских играх в Лондоне (1948) и в Хельсинки (1952). На Играх в Лондоне выиграл бронзовую медаль в качестве члена экипажа шведского парусника Али-Баба II в классе 6 метров. Четыре года спустя он финишировал четвертым в составе команды парусника May Be II в том же классе.
Получив образование в качестве инженера Королевского технологического института. С 1959 по 1984 гг. являлся директором Оскаршамнских верфей, а с 1959 до выхода на пенсию в 1981 г. — директором верфи Jungnerholmarna.